# Chauffry
Chauffry és un municipi francès, situat al departament del Sena i Marne i a la regió d'Illa de França. L'any 2007 tenia 909 habitants.
Forma part del cantó de Coulommiers, del districte de Meaux i de la Comunitat de comunes del Pays de Coulommiers.

## Demografia

### Població
El 2007 la població de fet de Chauffry era de 909 persones. Hi havia 322 famílies, de les quals 56 eren unipersonals (28 homes vivint sols i 28 dones vivint soles), 89 parelles sense fills, 165 parelles amb fills i 12 famílies monoparentals amb fills.
La població ha evolucionat segons el següent gràfic:
Habitants censats

### Habitatges
El 2007 hi havia 384 habitatges, 330 eren l'habitatge principal de la família, 41 eren segones residències i 13 estaven desocupats. 366 eren cases i 16 eren apartaments. Dels 330 habitatges principals, 300 estaven ocupats pels seus propietaris, 24 estaven llogats i ocupats pels llogaters i 6 estaven cedits a títol gratuït; 3 tenien una cambra, 10 en tenien dues, 40 en tenien tres, 84 en tenien quatre i 193 en tenien cinc o més. 275 habitatges disposaven pel capbaix d'una plaça de pàrquing. A 118 habitatges hi havia un automòbil i a 193 n'hi havia dos o més.

### Piràmide de població
La piràmide de població per edats i sexe el 2009 era:
| Homes | Edats   | Dones |
| ----- | ------- | ----- |
| 0     | 95 o +  | 0     |
| 4     | 90 a 94 | 4     |
| 0     | 85 a 89 | 0     |
| 4     | 80 a 84 | 8     |
| 16    | 75 a 79 | 12    |
| 8     | 70 a 74 | 20    |
| 28    | 65 a 69 | 8     |
| 12    | 60 a 64 | 20    |
| 24    | 55 a 59 | 12    |
| 32    | 50 a 54 | 40    |
| 16    | 45 a 49 | 44    |
| 28    | 40 a 44 | 24    |
| 48    | 35 a 39 | 36    |
| 36    | 30 a 34 | 48    |
| 8     | 25 a 29 | 12    |
| 12    | 20 a 24 | 16    |
| 16    | 15 a 19 | 28    |
| 44    | 10 a 14 | 52    |
| 56    | 5 a 9   | 28    |
| 16    | 0 a 4   | 36    |

## Economia
El 2007 la població en edat de treballar era de 601 persones, 482 eren actives i 119 eren inactives. De les 482 persones actives 434 estaven ocupades (236 homes i 198 dones) i 47 estaven aturades (25 homes i 22 dones). De les 119 persones inactives 40 estaven jubilades, 50 estaven estudiant i 29 estaven classificades com a «altres inactius».

### Ingressos
El 2009 a Chauffry hi havia 352 unitats fiscals que integraven 962,5 persones, la mediana anual d'ingressos fiscals per persona era de 21.320 €.

### Activitats econòmiques
Dels 38 establiments que hi havia el 2007, 1 era d'una empresa de fabricació d'altres productes industrials, 11 d'empreses de construcció, 9 d'empreses de comerç i reparació d'automòbils, 2 d'empreses d'hostatgeria i restauració, 1 d'una empresa financera, 1 d'una empresa immobiliària, 6 d'empreses de serveis, 5 d'entitats de l'administració pública i 2 d'empreses classificades com a «altres activitats de serveis».
Dels 12 establiments de servei als particulars que hi havia el 2009, 1 era un taller de reparació d'automòbils i de material agrícola, 1 paleta, 4 guixaires pintors, 3 fusteries i 3 lampisteries.
Dels 3 establiments comercials que hi havia el 2009, 1 era una botiga de més de 120 m², 1 una botiga d'electrodomèstics i 1 una joieria.
L'any 2000 a Chauffry hi havia 6 explotacions agrícoles.

## Equipaments sanitaris i escolars
El 2009 hi havia una escola elemental integrada dins d'un grup escolar amb les comunes properes formant una escola dispersa.

## Poblacions més properes
El següent diagrama mostra les poblacions més properes.